# Scyllarides tridacnophaga
Scyllarides tridacnophaga е вид десетоного от семейство Scyllaridae. Видът не е застрашен от изчезване.

## Разпространение и местообитание
Разпространен е в Джибути, Египет (Синайски полуостров), Еритрея, Йемен, Израел, Йордания, Кения, Мозамбик, Пакистан, Саудитска Арабия, Сомалия, Судан, Тайланд и Танзания.
Обитава крайбрежията на морета, заливи и рифове. Среща се на дълбочина от 42 до 60 m.